# El cielo sube
El cielo sube és una pel·lícula de cinema experimental espanyola del 1992 dirigida per Marc Recha sobre la base d'un guió de Joaquín Ojeda basat en el llibre Oceanía del tedio d'Eugeni d'Ors adaptat a l'estil d'Alain Resnais. Fou rodada en cinc dies amb un pressupost de 25 milions de pessetes. Tot i les bones crítiques i que va rebre alguns premis, es va estrenar comercialment únicament a Valencia.

## Sinopsi
Comença amb una cita: 
| «                  | Fins i tot les coses més nímies poden resultar interessantíssimes si se les hi mira amb atenció. | » |
| — Gustave Flaubert |                                                                                                  |   |

Durant l'estiu de 1957 Juan de Dios passa una convalescència en un hotel al camp. Els metges li han prescrit repòs absolut, ni un moviment, ni un pensament. Estirat en una hamaca, Juan de Dios s'enfonsa en l'avorriment, però de sobte s'adona que la immobilitat és impossible: Juan de Dios es veu envaït per sensacions físiques, sonores, visuals i olfactòries que desperten el seu esperit. Després de tres hores de contemplació, decideix tornar a Barcelona, on es lliura a les sensacions de la ciutat.

## Repartiment
- Salvador Dolz
- Corinne Alba
- Ona Planas

## Premis
- Premi Turia a la millor opera prima (1993)[2]
- Premi Costa Cálida de la Setmana del Cinema Espanyol de Múrcia (1992)[3]